# Amanda Knox
Amanda Knox, född 9 juli 1987 i Seattle, Washington, är en amerikansk kvinna som 2009 dömdes till 26 års fängelse för mordet på studiekamraten Meredith Kercher i Perugia i Italien två år tidigare. Domen revs upp av en appellationsdomstol 2011; Knox hade då suttit frihetsberövad i fyra år. Detta domslut ansågs dock vara ogiltigt och Knox dömdes i januari 2014 en andra gång för mord. Straffet blev denna gång 28 år och sex månaders fängelse. Efter ännu en rättegång, denna gång i Italiens högsta domstol, Corte Suprema di Cassazione, frikändes Knox helt.
Knox memoarer Waiting to Be Heard har blivit en bestseller.

## Dokumentärfilmer
- Amanda Knox: Murder on Trial in Italy, TV-film från 2011 med Hayden Panettiere i huvudrollen
- Amanda Knox, film från 2016